# Монарда хаотична
Монарда хаотична (лат. Monarda bradburiana) — багаторічник роду монарда родини глухокропивові. У дикому вигляді росте у Північній Америці, зокрема у середині долини річки Міссісіпі.

## Ботанічний опис

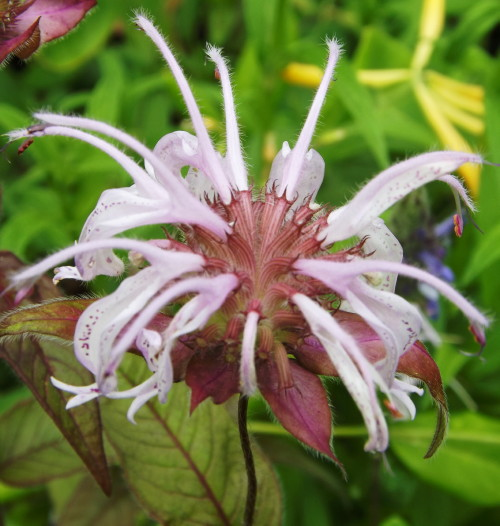
Суцвіття великим планом

Багаторічна рослина висотою 30-60 см.
Листки широкі, ланцетні або яйцеподібні, із зубчатими краями.
Квітки блідо-бузкові. Цвіте наприкінці весни або на початку літа, період цвітіння триває близько місяця.
Плід - горішок.
Кореневища рясно розростаються, що дозволяє вегетативне розмноження.